# كبوتر خانة
كبوتر خانة (بالفارسية: کبوترخانه) هي قرية تقع في قسم آذري الريفي (مقاطعة إسفراين) في إيران. يقدر عدد سكانها بـ 268 نسمة بحسب إحصاء 2016.